# 余礎安
余礎安 (英語：Roger Yu Chor-on)，香港執業資深會計師，現任余礎安會計師事務所主席。
余先生從事教育培訓工作，擔任稅務及營商專業課程講師、東方日報《理財創富》專欄作者，亦出版著作包括《香港中小企營商天書》(經濟日報出版社)。
余先生亦與本地大專院校合作，成立多項獎學金，以表揚成績優異並對社會作出貢獻的會計學員。
余先生為銳高集團聯合創辦人，並獲委任為香港上市公司兆邦基生活控股(01660.HK)的獨立非執行董事及審計委員會主席。
余先生當選2025年度《今日華人》，同時獲頒發「傑出企業家」獎項。

## 學歷
- 香港大學 工商管理(環球商業) 學士
- 香港理工大學 企業管治 碩士

## 專業資格
- 香港會計師公會 執業資深會計師
- 英格蘭及威爾士特許會計師公會 特許會計師、國際財商師
- 特許公司治理公會 資深會士、公司治理師、特許秘書
- 香港公司治理公會  資深會士(執業認證)、公司治理師、特許秘書、ESG認證
- 香港稅務學會 資深會員
- 香港董事學會  會員
- 香港華人會計師公會  會員

## 獎項
- 《Li Fook Shu Memorial Prize (Gold Award)》（香港會計師公會）
- 《ICAEW/Simon Morris Memorial Prize》（英格蘭及威爾士特許會計師公會）
- 《十大傑出青年》（東區區議會）
- 《義務工作嘉許狀（個人）金狀》（社會福利署）
- 《義工年度嘉許金狀》（香港青年協會）
- 香港會計師公會 專業資格考試(QP) 四份考卷總分第一名
- 香港會計師公會 專業資格考試(QP) 期末考試第一名
- 香港中學會考 九優一良

## 公共職務
- 香港創業文化協會  創辦人及會長
- 香港警務處耆樂警訊名譽會長會  會長
- 香港區際傑出青年協會  會長
- 香港浸會大學基金  會董[6]
- 香港工商專業協進會  會董
- 粵港澳大灣區青年協會  委員
- 香港政協青年聯會  會員
- 九龍社團聯會  專業顧問

## 慈善基金
- 《余礎安會計師事務所第一代大學生助學金》（香港大學）
- 《余礎安會計師事務所服務學習獎學金》（香港理工大學）
- 《余礎安唐銳伉儷會計教育獎學金 (永久基金)》（香港浸會大學）[7]
- 《余礎安唐銳伉儷優秀內地生獎學金》（香港浸會大學）
- 《余礎安會計師事務所大灣區發展獎學金》（香港浸會大學）

## 著作專欄

### 書籍
- 《香港中小企營商天書》(經濟日報出版社) - 全書分「管理架構篇」、「日常營運篇」、「擴充優化篇」三章，各章以問答形式詳列營商的知識與需要[8]。

### 專欄
- 《理財創富》(東方日報)[9][10]
- 《分享喜閱》(親子喜閱JOY)

### 專訪
- 《焦點人物》(香港浸會大學)[6]
- 《CPA Insights》(香港會計師公會)[2]

## 資料來源
1. ↑  . www.rogercpa.com.hk. （原始内容存档于2022-04-19） （中文（香港））.
2. 1 2  . Hong Kong Institute of Certified Public Accountants. 2018-07-02. （原始内容存档于2021-09-11） （英语）.
3. ↑  . www.etpress.com.hk. 2017-10-01. （原始内容存档于2021-09-11） （中文（香港））.
4. ↑  . new.qq.com. 2024-03-15. （原始内容存档于2024-03-19） （中文（中国大陆））.
5. ↑  . 今日华人. 2025-02-07 （中文（中国大陆））.
6. 1 2  . foundation.hkbu.edu.hk. 2022-10-27. （原始内容存档于2024-03-19）.
7. ↑  . foundation.hkbu.edu.hk. 2022-07-14. （原始内容存档于2023-09-30）.
8. ↑  余礎安 Roger Yu. . 香港: 經濟日報出版社. 2017. ISBN 978-962-678-957-5.
9. ↑  . 東方日報. 2017-10-16. （原始内容存档于2021-09-11） （中文（香港））.
10. ↑  . 東方日報. 2018-12-03. （原始内容存档于2021-09-11） （中文（香港））.